# クーリーローチ

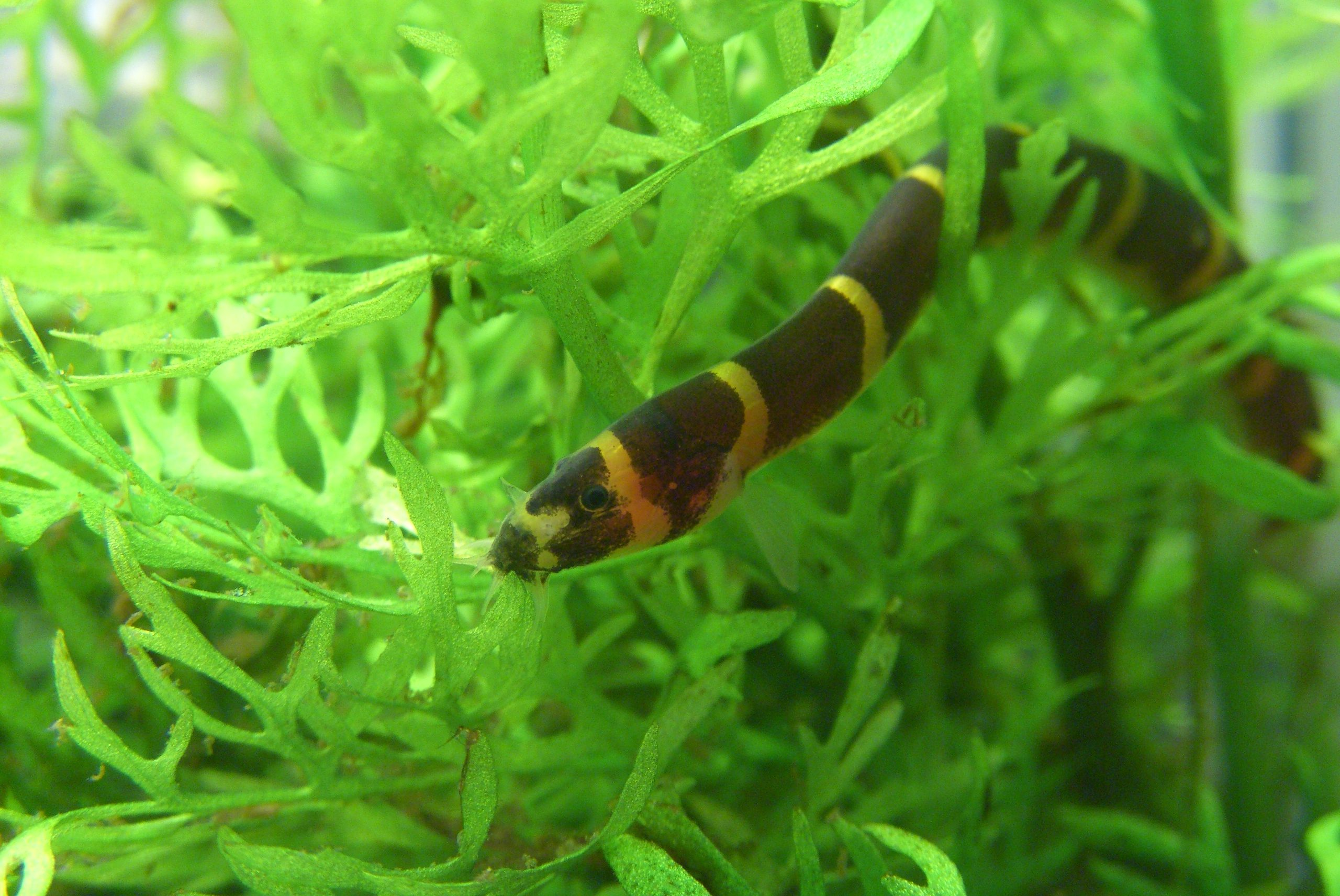
頭部

クーリーローチ（Kuhli loach, 学名：Pangio kuhlii）は、コイ目ドジョウ科に分類される魚類の一種。東南アジアに生息する。
黄色の地に黒の縦縞模様と日本のドジョウに比べると派手な色彩で、観賞用として広く飼育されている。なお、クーリーローチとして輸入されるローチには複数の別の種類が混じっているが、ほとんどはクーリーローチと区別されずに販売される。飼育は容易。

## 体の特徴
- 体型はいわゆるドジョウ。
- 平均で体長12cm位まで成長する。

## 近縁種
ジャイアントクーリーローチ
学名：Pangio myersi
クーリーローチに似るが、体が太く若干大型になり、縞模様の黒の部分が太くなる。ほとんどがクーリーローチと区別されずに販売される。
ブラッククーリーローチ
学名：Pangio oblonga
模様が無く、体が黒一色になる。
パンギオ・シェルフォルディ
学名：Pangio shelfordii
クーリーローチと同様の配色だが、縞模様ではなく豹柄のように崩れたスポット模様になる。